# نمونه‌سازی سریع

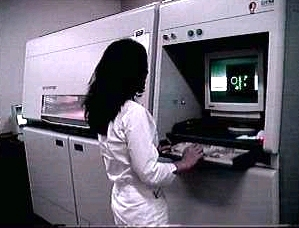
یک دستگاه نمونه‌سازی سریع که از روش پخت لیرزی انتخابی(SLS) استفاده می‌کند

نمونه‌سازی سریع (به انگلیسی: Rapid prototyping) مجموعه‌ای از تکنیک‌های ساخت سریع نمونهٔ اولیه یک مدل سه-بعدی ساخته شده توسط CAD یا طرح رایانه‌ای می‌باشد. ساخت این قطعه معمولاً توسط پرینترهای سه‌بعدی یا «فرایند ساخت افزودنی» انجام می‌شود.
برای آن که بتوان در سطح جهانی قابلیت رقابت داشت، کمپانی‌ها به‌طور ممتد تحت فشار برای ارائهٔ محصولات و فرایندهای جدید به بازار مصرف در زمان کوتاه‌تر و در عین حال با کیفیت و عملکرد بالاتر هستند. آنچه که از اهمیت ویژه‌ای برخوردار است، اطمینان از انطباق دقیق قطعات برای تولید یک محصول جدید و حصول مشخصه‌های اولیه آن در کوتاه‌ترین زمان ممکن می‌باشد. این انتظارات با بکارگیری روش‌های سنتی که در طی سال‌ها، حداکثر توان خود را نشان داده‌اند، امکان‌پذیر نیست و مستلزم به خدمت گرفتن فناوری‌های پیشرفته ساخت جهت افزایش قابلیت، کیفیت و سرعت است. یکی از این فناوری‌ها نمونه‌سازی سریع یا "Rapid Prototyping" می‌باشد.
اولین تکنیک برای نمونه‌سازی سریع در اواخر دههٔ ۱۹۸۰ در دسترس قرار گرفت و در تولید مدل‌ها و قطعات نمونه از آن استفاده شد.

## انواع روش‌های نمونه‌سازی سریع

### ۱-استریولیتوگرافی(SLA)

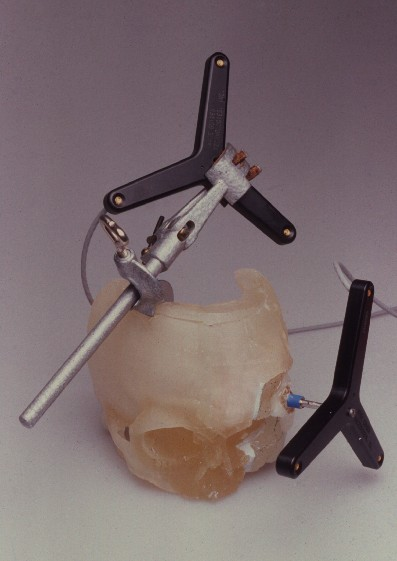
مدل استریولیتوگرافیکی جمجمه انسان

این روش از اولین روش‌های نمونه‌سازی است. در این سیستم، ساخت از پایین‌ترین لایه مدل آغاز می‌گردد. در این روش لایه‌ها از تابش اشعه (گاما) بر روی سطحی از رزین مایع حساس به نور تشکیل می‌شوند. پس از ساخت لایه اول، پلتفرم به اندازه ضخامت لایه پایین می‌رود و تیغهٔ پوشش‌دهندهٔ سطح مایع را هماهنگ و ضخامت آن را به‌طور یکسان تنظیم می‌کند. با تابش اشعه لیزر به رزین مایع لایهٔ دوم نیز جامد شده و به لایهٔ اول متصل می‌شود. بقیه لایه‌ها نیز به همین ترتیب ایجاد می‌شود تا قطعه تکمیل گردد. پس از اتمام ساخت قطعه با دقت از روی پلتفرم برداشته شده و رزین مایع روی سطح آن توسط یک حلال مناسب شسته می‌شود. پس از این کار عملیات پخت نهایی (جامد سازی) در یک کوره روی مدل یا قطعه انجام می‌شود. موادی که در این روش برای ساخت مدل‌ها به کار می‌روند، دامنه وسیعی از پلیمرهای حساس به نور از قبیل پلیمرهای شفاف، ضدآب و رزین‌های نرم می‌باشند.

#### مزایا
- این فرایند بالاترین کیفیت سطح را برای ما به وجود می‌آورد.
- سرویس دهی خوب به کاربر
- دارای حجم‌های ساخت متفاوت است
- دقت بالا
- دامنهٔ وسیع مواد

#### معایب
- نیاز به پخت نهایی برای جامد شدن کامل
- نیاز به پردازش مثل جدا کردن تکیه‌گاه و مواد زائد از قطعه
- نیاز به تکیه‌گاه

#### کاربردها
- ساخت مدل و نمونه برای ارزیابی، طراحی و آنالیز
- تولید قطعات برای ساخت قالب و قالب‌سازی با تیراژ پایین
- ساخت الگو برای ریخته‌گری دقیق و ماسه‌ای

### ۲- پخت لیرزی انتخابی(SLS)

در این فرایند ذرات پودر متناظر با مقطع قطعه به وسیله پرتوهای لیزر در محل ذوب شده و مطابق با طرح روی سطح به هم جوش می‌خورند و مواد مذاب جامد شده یک لایه جامد را تشکیل می‌دهد. سیلندر حاوی قطعه مطابق با طرح پایین می‌آید و پودر برای لایه بعدی توسط حرکت غلتک روی سطح کار قرار می‌گیرد و دوباره عملیات قبل انجام می‌شود و این کار ادامه می‌یابد تا قطعه تکمیل شود.

#### مزایا
- سریع بودن این روش
- دقت بالا
- کیفیت مناسب این قطعات

#### معایب
- کم بودن تیتراژ

#### کاربردها
- مدل‌های تجسمی
- قطعات کاربردی
- ریخته‌گری دقیق و قالب‌های فلزی برای تیراژ پایین

### ۳-تولید شئ لایه‌ای(LOM)
در این روش یک پرتوی لیزر (مثل برش چاقو) برای بریدن طرحی که روی هر یک از لایه‌ها در نظر گرفته شده‌است استفاده می‌شود. پس از برش یک لایه پلتفرم کمی پایین می‌آید و غلتک کاغذ حرکت می‌کند و لایه جدیدی برای ما آماده می‌کند و مجدد پلتفرم بالا می‌رود تا با سطح لایهٔ بعد مماس شود و به همین ترتیب این عملیات تا پایان یافتن قطعه ادامه می‌یابد.

#### مزایا
- گسترهٔ وسیع مواد مثل کاغذ، پلاستیک‌ها، فلزات، کامپوزیت‌ها و سرامیک‌ها
- زمان سریع ساخت بنابراین برای قطعات بزرگ مناسب است.
- نیاز به تکیه گاه ندارد.
- قطعهٔ ساخته شده عاری از هرگونه تنش و دیگر تغییر شکل‌ها است؛ بنابراین به پخت نهایی نیاز ندارد.

#### معایب
- برای تنظیم دقیق دستگاه به اپراتور ماهر نیاز است.
- یکپارچگی نمونه توسط چسب و حرارت
- جدا کردن مواد اضافی وقت‌گیر است.

#### کاربردها
- ساخت مدل برای آنالیز، تست و آزمایش
- ساخت مدل‌های دقیق به عنوان الگو یا قالب برای انواع ریخته‌گری‌ها
- قالب‌سازی سریع

### ۴- ساخت به کمک رشته ذوب شونده(FDM)
این روش شبیه فرایند اکستروژن است. در این فرایند رشتهٔ قابل ارتجاع (از مواد ترموپلاست) گداخته شده از داخل نازل گرم شده بیرون می‌آید و روی قطعه به صورت طرحی که به آن داده شده به صورت لایه لایه می‌نشیند و این لایه‌ها ادامه پیدا می‌کنند تا قطعه مورد نظر ساخته شود.

#### مزایا
- حداقل اتلاف مواد
- راحتی تغییر مواد
- جدا شدن راحت تکیه‌گاه از قطعه
- ساخت قطعات عملکردی
- ساده بودن عملکرد

#### معایب
- دقت محدود در مقایسه با روش SLA
- غیرقابل پیش‌بینی بودن انقباض

### ۵- 3DP
این روش در آمریکا بنیان نهاده شد. این روش شبیه چاپ جت جوهر است با این تفاوت که به جای جوهر از چسب مایع استفاده می‌شود. در این روش یک لایه پودر با ضخامت کنترل شده روی سطح پلتفرم پخش می‌شود. از طریق سر چاپگر (نازل) و متناظر با اولین مقطع قطعه روی پودر چسب پخش می‌شود بنابراین لایه اول ساخته می‌شود. پلتفرم به اندازه ضخامت یک لایه پایین رفته و پودر لایهٔ بعد ریخته می‌شود. متناظر با مقطع بعدی روی لایه جدید چسب ریزی می‌شود و به لایه قبلی متصل می‌گردد و به همین ترتیب ادامه می‌یابد تا قطعه کامل شود.

#### مزایا
- سرعت زیاد
- کاربرد چندگانه
- سادگی کار یعنی به اپراتور ماهر نیاز ندارد.
- عدم اتلاف مواد اولیه
- ساخت قطعات رنگی

#### معایب
- محدودیت در استحکام
- صافی سطح نامناسب